# 탐 칼슨
탐 칼슨(Tom Carlson, 1941년 12월 9일 ~ )은 미국에서 대학 교수를 지낸 전력이 있는 행정관료 겸 정치인이다.

## 주요 경력

### 주요 이력
- 前 테일러 대학교 교수
- 前 존스 홉킨스 대학교 겸임교수
- 前 프린스턴 대학교 초빙교수

### 학력
- 미국 노던 콜로라도 주립 대학교 사회체육학과 학사
- 미국 아이오와 주립 대학교 행정학과 행정학 석사
- 미국 아이오와 주립 대학교 행정학과 행정학 박사